# Organo della chiesa di Sant'Antonio di Vienna a Padova
L'organo della chiesa di Sant'Antonio di Vienna a Padova è uno strumento costruito da Gustavo Zanin nel 2007 a Padova. 

## Storia
La chiesa di Sant'Antonio abate, originariamente realizzata dall'ordine degli hospitalarij di S. Antonio di Vienna all'inizio del XIII secolo, fu restaurata nel 1570 dai Canonici Lateranensi su progetto dell'architetto Andrea da Valle. A partire dal 1771 il sistema conventuale ha accolto, seppur in modo discontinuo, un collegio per gli studenti disagiati dello Studio. Da allora la chiesa è officiata come cappella di tale Collegio.

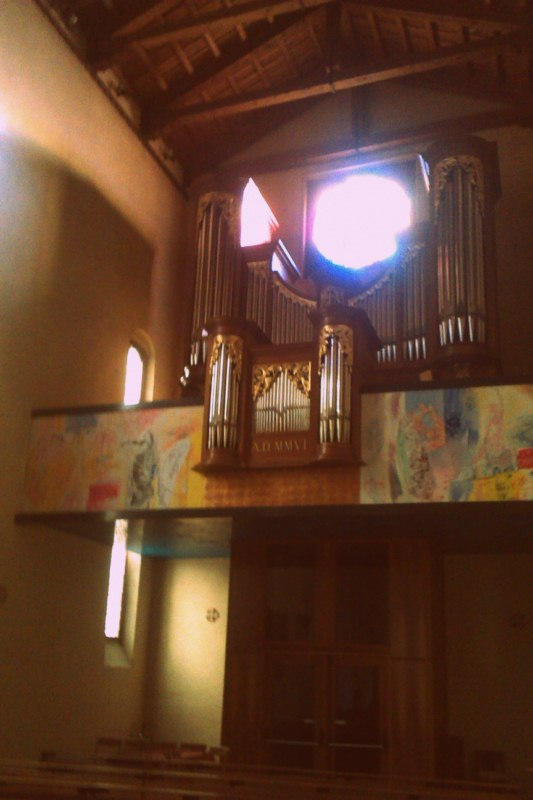
L'organo

L'organo è stato realizzato dalla ditta organaria Zanin nel 2007 con il duplice scopo di animare musicalmente le celebrazioni liturgiche, e di promuovere attività culturali. Esso è stato costruito traendo ispirazione dagli organi storici della Germania del nord, con particolare riferimento al celebre Organaro Arp Schnitger. Nonostante la sua versatilità, quest'organo valorizza in modo particolare la musica organistica di Dietrich Buxtehude, dei suoi contemporanei e di J.S. Bach.
A maggio 2009, al fine di valorizzare lo strumento e di organizzare iniziative concertistiche attorno allo stesso, è stata costituita una Associazione di Promozione Sociale denominata in Chordis et Organo con sede presso lo stesso Collegio Universitario. L'organo ha ospitato così negli anni successivi attività organistiche di grande rilievo come l'edizione 2010 degli Organ Day e numerosissimi concerti di organisti di fama internazionale fra cui Michael Radulescu, Jean-Claude Zehnder e Matthias Schneider. L'organista Domenico Severin vi ha registrato la propria edizione delle Sonate in trio per organo di J. S. Bach.

## Descrizione
L'organo a canne è situato sulla cantoria lignea in controfacciata al di sopra della porta principale: il disegno dello strumento ingloba e valorizza il rosone, eseguito con vetrate a colori nel 2005 da Franco Corradini. La cassa lignea, con decorazioni dorate, è dotata di due torri laterali e da una più piccola centrale, unite da due ali di canne; il positivo tergale, invece, è costituito da due torri ed una facciata centrale a cuspide. Nella costruzione è stato scelto come modello l’organo tedesco dell’epoca di Bach a due manuali e pedaliera che prevede una tastiera principale e il Grand’Organo nella cassa principale, e una seconda, il Positivo, alle spalle dell’organista.
Lo strumento si ispira alla tradizione tedesca del XVIII secolo, sia per le caratteristiche foniche, sia per l'estetica. La trasmissione è integralmente meccanica, e la consolle, a finestra, ha due testiere di 56 note ciascuna ed una pedaliera dritta di 30 note. I registri sono 25, per un totale di 1626 canne.
La disposizione fonica è la seguente:
| I - Positivo tergale |        |
| Bordone              | 8'     |
| Quintadena           | 8'     |
| Principale           | 4'     |
| Flauto               | 4'     |
| Ottava               | 2'     |
| Flautino             | 2'     |
| Cembalo              | 3 file |
| Sesquialtera         | 2 file |
| Dulzian              | 8'     |

| II - Grand'Organo |        |
| Bordone           | 16'    |
| Principale        | 8'     |
| Flauto            | 8'     |
| Viola             | 8'     |
| Ottava            | 4'     |
| Flauto            | 4'     |
| Nazardo           | 2.2/3' |
| Superottava       | 2'     |
| Flauto in V       | 1.1/3' |
| Mixtur            | 5 file |
| Tromba            | 8'     |

| Pedale     |     |
| Subbasso   | 16' |
| Principale | 8'  |
| Ottava     | 4'  |
| Trombone   | 16' |
| Trombone   | 8'  |